# André Piters

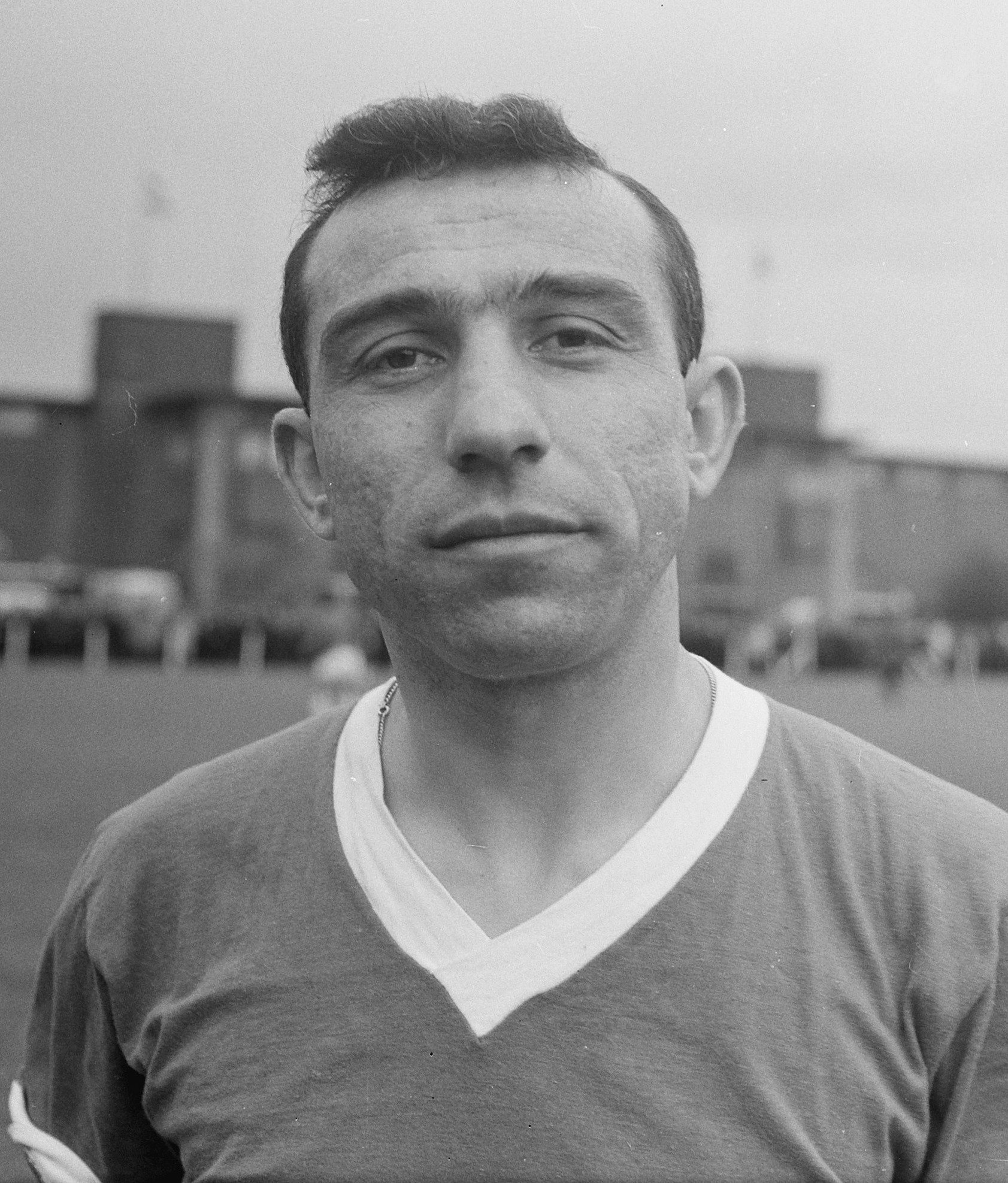
André Piters (1965)

André Piters (* 18. Januar 1931 in Herve; † 23. Oktober 2014) war ein belgischer Fußballspieler.

## Sportlicher Werdegang
Piters spielte zwischen 1951 und 1961 für Standard Lüttich in der Ehrendivision, mit dem Klub gewann er 1958 und in seinem Abschiedsjahr jeweils den belgischen Meistertitel. Dabei erzielte er 58 Tore in 208 Spielen. Der Stürmer avancierte zu dieser Zeit auch zum Internationalen, 1955 debütierte er für die belgische Nationalmannschaft. Bis 1961 lief er in 23 Länderspielen für die „roten Teufel“ auf, dabei erzielte er sieben Tore. Überregionale Bekanntheit erreichte er beim 8:3-Erfolg über Island im Rahmen der Qualifikation zur Weltmeisterschaftsendrunde 1958 mit seinem Tor zum 2:0-Zwischenstand, als sein Mannschaftskamerad Henri Coppens einen Strafstoß nicht direkt verwandelte, sondern auf Piters querlegte.
1961 schloss sich Piters dem Ligakonkurrenten Royal Olympic Club Charleroi an. Nach dem Abstieg des Vereins aus der höchsten Spielklasse 1963 wechselte er in die Niederlande zu Fortuna 54. Im folgenden Jahr gewann er mit einem Endspielerfolg gegen ADO Den Haag den KNVB-Pokal. 1966 beendete er seine aktive Laufbahn.